# Iryna Bondar
Iryna Jurijiwna Bondar (ukr. Ірина Юріївна Бондар; ur. 16 marca 2004) – ukraińska zapaśniczka walcząca w stylu wolnym.
Zajęła czternaste miejsce na mistrzostwach świata w 2024 roku.  
Mistrzyni Europy w 2025. Pierwsza w Pucharze Świata 2022. Pierwsza na MŚ U-23 w 2024; druga w 2022 i 2023. Wygrała ME U-23 w 2023, 2024 i 2025. Zdobyła osiem medali na mistrzostwach juniorskich i kadetów.